# Laclede County
Das Laclede County ist ein County im US-amerikanischen Bundesstaat Missouri. Im Jahr 2020 hatte das County 36.039 Einwohner und eine Bevölkerungsdichte von 18,2 Einwohnern pro Quadratkilometer. Der Verwaltungssitz (County Seat) ist Lebanon.

## Geografie
Das County liegt etwas südlich des geografischen Zentrums von Missouri in den Ozarks. Es hat eine Fläche von 1989 Quadratkilometern, wovon 6 Quadratkilometer Wasserfläche sind. An das Laclede County grenzen folgende Nachbarcountys:
|                | Camden County | Pulaski County |
| Dallas County  |               |                |
| Webster County | Wright County | Texas County   |

## Geschichte

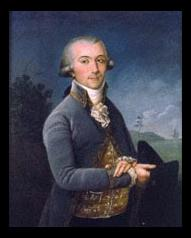
Leclade

Das Laclede County wurde 1849 gebildet. Benannt wurde es nach Pierre Laclede (1729–1778), dem Gründer der Stadt St. Louis.

## Demografische Daten
Nach der Volkszählung im Jahr 2010 lebten im Laclede County 35.571 Menschen in 14.352 Haushalten. Die Bevölkerungsdichte betrug 17,9 Einwohner pro Quadratkilometer. In den 14.352 Haushalten lebten statistisch je 2,44 Personen.
Ethnisch betrachtet setzte sich die Bevölkerung zusammen aus 96,0 Prozent Weißen, 0,9 Prozent Afroamerikanern, 0,7 Prozent amerikanischen Ureinwohnern, 0,5 Prozent Asiaten sowie aus anderen ethnischen Gruppen; 1,9 Prozent stammten von zwei oder mehr Ethnien ab. Unabhängig von der ethnischen Zugehörigkeit waren 2,1 Prozent der Bevölkerung spanischer oder lateinamerikanischer Abstammung.
24,8 Prozent der Bevölkerung waren unter 18 Jahre alt, 59,3 Prozent waren zwischen 18 und 64 und 15,9 Prozent waren 65 Jahre oder älter. 50,7 Prozent der Bevölkerung war weiblich.

Das jährliche Durchschnittseinkommen eines Haushalts lag bei 37.294 USD. Das Pro-Kopf-Einkommen betrug 19.858 USD. 16 Prozent der Einwohner lebten unterhalb der Armutsgrenze.

## Ortschaften im Laclede County
| Citys - Conway - Lebanon - Richland1 | Villages - Evergreen - Phillipsburg - Stoutland2 |

Census-designated place (CDP)
- Bennett Springs3

Andere Unincorporated Communities
| - Abo - Adam Ford - Agnes - Bidwell - Brownfield - Caffeyville - Carrol Junction - Casey Ford - Clark Ford | - Competition - Corkery - Delmar - Dove - Drew - Drynob - Eldridge - Falcon - Garnsey | - Grace - Harrill Ford - Hazelgreen - Ira - Jacksonville - Lynchburg - Morgan - Nebo - Oakland | - Origanna - Orla - Pease - Prosperine - Russ - Sleeper - Southard - West Lebanon - Winnipeg |

1 – teilweise im Camden und im Pulaski County

2 – teilweise im Camden County

3 – teilweise im Dallas County

## Gliederung
Das Laclede County ist in elf Townships eingeteilt:
| Township           | Einwohner (2010) | FIPS     |
| ------------------ | ---------------- | -------- |
| Auglaize Township  | 2260             | 29-02494 |
| Eldridge Township  | 900              | 29-21556 |
| Franklin Township  | 748              | 29-25660 |
| Gasconade Township | 905              | 29-26596 |
| Lebanon Township   | 18.580           | 29-41186 |
| May/Smith Township | 1204             | 29-46937 |

| Township               | Einwohner (2010) | FIPS     |
| ---------------------- | ---------------- | -------- |
| Osage Township         | 1733             | 29-55154 |
| Phillipsburg Township  | 1807             | 29-57386 |
| Spring Hollow Township | 4139             | 29-70072 |
| Union Township         | 1755             | 29-74734 |
| Washington Township    | 1540             | 29-77542 |
|                        |                  |          |